# Avianca Express
Avianca Express è una compagnia aerea regionale, sussidiaria di Avianca con sede a Bogotà mentre il suo hub principale è l'Aeroporto di Bogotà-El Dorado.

## Storia
Avianca Express (precedentemente Regional Express Américas SAS) è stata fondata nel dicembre 2018 da Avianca Holdings, come parte del piano di aggiustamento per il suo modello operativo attraverso la ricerca di maggiore redditività ed efficienza, con l'obiettivo di creare una compagnia aerea che facesse da point-to-point anziché operare da un hub nazionale. Le operazioni di volo sono iniziate il 1º marzo 2019 dall'aeroporto di Bogotà verso Manizales, Florencia, Villavicencio, Yopal, Neiva, Ibagué e Popayán. Nel febbraio 2020 l'aerolinea ha ottenuto la denominazione di Avianca Express.

## Flotta

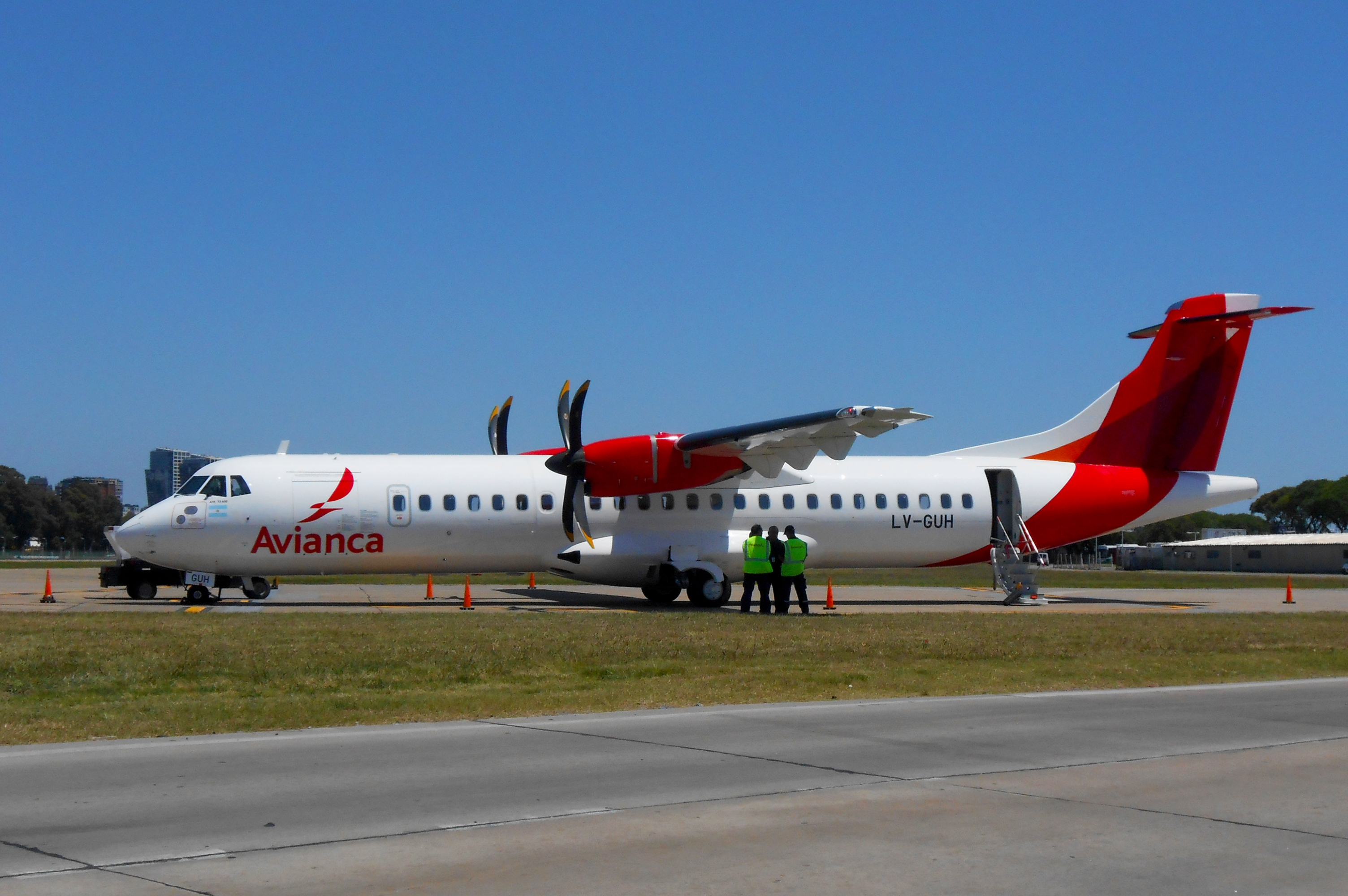
Un ATR 72-600 di Avianca Express.

A marzo 2020 la flotta Avianca Express risulta composta dai seguenti aerei:
| Flotta Avianca Express | Flotta Avianca Express | Flotta Avianca Express | Flotta Avianca Express | Flotta Avianca Express | Flotta Avianca Express | Flotta Avianca Express |
| Aereo                  | In flotta              | Ordini                 | Passeggeri             | Passeggeri             | Passeggeri             | Note                   |
| Aereo                  | In flotta              | Ordini                 | C                      | Y                      | Totale                 | Note                   |
| ---------------------- | ---------------------- | ---------------------- | ---------------------- | ---------------------- | ---------------------- | ---------------------- |
| ATR72-600              | 6                      | —                      | —                      | 68                     | 68                     |                        |
| Totale                 | 6                      | —                      |                        |                        |                        |                        |